# Beställningshistorikcentralen
Beställningshistorikcentralen (finska: Tilaushistoriakeskus) är en serviceorganisation  i Helsingfors om upprätthålls av ett antal historikersamfund. 
Under sitt 2001 antagna namn fortsätter Beställningshistorikcentralen den verksamhet som påbörjades av Lokalhistoriska byrån (finska: Paikallishistoriallinen toimisto), som grundades 1933. Beställningshistorikcentralen betjänar kommuner, församlingar, företag och andra organisationer som behöver bistånd med historieforskning eller -skrivning. Bland medlemsorganisationerna märks Finska historiska samfundet, Finska kyrkohistoriska samfundet, Ekonomisk-historiska föreningen i Finland och Genealogiska Samfundet i Finland.